# استبداد
استبداد یا خودسری  ریشه عربی دارد و معنای دقیق آن به زبان فارسی، «رفتار خودکامه، خودسرانه یا دلبخواهی» است.
حکومت استبدادی شکلی از حکومت است که قدرت سیاسی در دست یک حاکم خود گمارده قرار دارد. اصطلاح حاکم مستبد یا اتوکرات از واژه یونانی اتوکراسی مشتق شده‌است. الیگارشی (oligarchy) یا حکومت توسط اقلیت در مقابل دموکراسی یا حکومت توسط اکثریت قرار می‌گیرد.
در حکومت استبدادی دامنه اختیارات حاکم و طول دوره حکومت آن‌ها بسیار است و توزیع قدرت عادلانه نیست.
طرف‌داران حکومت استبدادی؛ معتقدند که این نوع حکومت امکان انباشت سرمایه، برنامه‌ریزی متمرکز و تصمیم‌گیری قاطع برای رفع موانع راه را برای توسعه فراهم می‌سازد. در حالی که مخالفان این نوع حکومت معتقدند که استبداد باعث احساس بی‌قدرتی سیاسی در بین مردم می‌شود و کارایی و خلاقیت آن‌ها را کاهش می‌دهد.
حکومت استبدادی نباید با تمامیت‌خواهی (رژیم حکومت متمرکز در یک قدرت مرکزی) مساوی پنداشته شود.

## دیکتاتوری
دیکتاتوری نوعی قدرت مداری است که برخی از ویژگی‌های زیر را داشته باشد:
- در کار نبودن هیچ قانون یا سنتی که کردار فرمانروا (یا فرمانروایان) را محدود کند یا آن که فرمان‌روا با قدرت نامحدود خود آن‌ها را زیر پا بگذارد.
- به دست آوردن قدرت دولت با شکستن قوانین پیشین.
- نبودن قاعده و قانونی برای جانشینی.
- به‌کار بردن قدرت در جهت منافع گروه اندک.
- فرمان‌برداری مردم از قدرت دولت تنها به سبب ترس از آن.
- انحصار قدرت در دست یک نفر.
- به‌کار بردن ترور به‌عنوان وسیله اصلی کار بستِ قدرت.

برخی از این ویژگی‌ها همگانی‌ترند؛ چنان‌که می‌توان صفات دیکتاتوری را در مطلق بودن قدرت، به‌زور به‌دست‌آوردن آن و نبودن قواعدی منظم برای جانشینی خلاصه کرد.